# Veleposlanstvo SAD-a u Hrvatskoj
Veleposlanstvo SAD-a u Hrvatskoj (engleski: U.S. Embassy in Croatia), ponekad nazivano Američka ambasada, sjedište je diplomatske misije za poslove Sjedinjenih Američkih Država u Hrvatskoj te institucija zadužena za odnose tih dviju država. Smješteno je u ulici Thomasa Jeffersona u Buzinu.
Poslovi Veleposlanstva uključuju predstavljanje političkih interesa SAD-a, vojnu suradnju s Ministarstvom obrane, informiranje Ministarstva vanjskih poslova, pomoć američkim tvrtkama koje sudjeluju u hrvatskom gospodarstvu i surađuju s hrvatskim tvrtkama, organizaciju obrazovnih i informativnih programa te usluge za američke državljane.

## Povijest
Sjedinjene Američke Države uspostavile su prve službene odnose sa hrvatskom državom za vrijeme Narodne Republike Hrvatske, kada je 9. svibnja 1946. osnovan Konzulat Sjedinjenih Država u Kumičićevoj ulici, u Zagrebu. Godine 1951. Konzulat je preseljen na ugao Zrinjevca i ulice 8. maja (danas Hebrangova). Konzulat je na prozorima u prizemlju zgrade održavao »Američku čitaonicu« – izloge s panoima koje je naslijedio od knjižare Međuratnoga razdoblja. »Čitaonica« je bila popularna među građanima i sadržavala je razne novosti iz američkoga društva, poput opisa hidropona i fotografija svemirskih misija. Ona se održavala se sve do 1990-ih godina, kada su izložbeni prozori uklonjeni zbog rekonstrukcije zgrade prema izvornom projektu kuće Patriarch.
Dana 1. kolovoza 1958. Konzulat je dobio status Generalnog konzulata, čime je mogao samostalno i punopravno zastupati poslove SAD-a. Dana 25. kolovoza 1992. godine, četiri mjeseca nakon što su Sjedinjene Države priznale nezavisnost Republike Hrvatske, Generalni konzulat promaknut je u veleposlanstvo.
Godine 1998. u tanzanijskome gradu Dar-es-Salaamu i kenijanskom Nairobiju izvedeni su bombaški napadi na američke ambasade u kojima je poginulo preko 220 osoba. Kako bi se osigurala od sličnih napada, donesena je odluka da veleposlanstva u državama diljem svijeta imaju posebne zgrade izvan urbanih sredina sa znatno višim mjerama sigurnosti. U tu je svrhu osnovan desetogodišnji projekt izgradnje veleposlanstava koji je u Hrvatskoj, kao i u 33 druge države, predvodio William L. Pounds. Veleposlanstvo je u novu zgradu u Buzinu uselilo 2. lipnja 2003.

## Zgrada
Zgrada Veleposlanstva asimetrična je četverokatnica površine od oko 7000 kvadratnih metara, okružena uređenim parkom koji je inspiriran parkovnim trgovima Donjeg grada. U središtu zgrade nalazi se atrij, a servisne zgrade izdvojene su kod trometarskog zida koji okružuje glavnu građevinu na udaljenosti od 30 metara. Sama građevina dobila je nadimak »staklena tvrđava« zbog svojih velikih površina zaštitnoga stakla debljine 15 centimetara, a sva su vrata također otporna na eksplozije.
Projekt zgrade koštao je oko 69 milijuna USD; 45 milijuna dolara koštao je u materijal, dok je 15 milijuna utrošeno na radničku snagu. Vlada SAD-a uložila je pri izgradnji i u infrastrukturu Buzina, a parkiralište pred veleposlanstvom financirano je iz proračuna grada Zagreba.

### Dizajn
Projekt nove zgrade izradili su arhitekti iz američkog studija Hellmuth, Obata + Kassabaum, Morgan R. Williams i Robert Barr, u suradnji s Ivanom Franićem. Dizajn je isprva bio planiran u stilu austrougarske gradnje, no pod utjecajem Franića izmijenjen je u suvremeni stil; Franić je smatrao da tradicionalna gradnja »nije napredno razmišljanje« te da bi zgrada Veleposlanstva trebala biti suvremenoga stila u skladu s ostalom novogradnjom u Zagrebu toga doba.
Prvi prijedlog dizajna, koji je pobijedio na natječaju, bio je inspiriran arhitekturom veleposjedničkih zgrada u centru i na periferiji Zagreba, prema navodima člana uprave studija Michaela M. Zajkowskog. Tako su i boje zgrade odabrane u skladu s lokalnom gradnjom, nakon što je arhitektonski tim proveo dva tjedna upoznavajući se s arhitekturom svih dijelova Zagreba. Arhitekti su zatim stvorili »četiri – pet« nacrta prilagođenih potrebama zaposlenika Veleposlanstva, koji su bili orijentirani prema različitim stranama svijeta, te ih predstavili zaposlenicima kako bi dobili povratne informacije. Franić je za dizajnere istraživao građevinske materijale te dobavljao »uzorke, specifikacije i literaturu«. Nakon odabira konačnog plana i dorade, projekt je predstavljen arhitektonsko-savjetodavnoj komisiji Vlade SAD-a. Po odobrenju projekta, Franić je pomagao u dobavljanju dozvola za gradnju.

### Izgradnja
Izgradnja nove zgrade američkog veleposlanstva počela je 1999. godine na bivšem polju kukuruza u Buzinu, u suradnji američke tvrtke J. A. Jones i hrvatske Tehnike. U izgradnji su sudjelovali i američki i hrvatski radnici; Hrvati su bili zaposleni poglavito za radove na vanjštini zgrade te za ugradnju sustava poput onog protupožarnog, a Amerikanci su radili na višim katovima, čija se funkcija tajila.
Svečano otvorenje zgrade održano je u atriju 13. lipnja 2003. godine, a prisustvovali su mu hrvatski predsjednik Stjepan Mesić, potpredsjednik vlade Slavko Linić, načelnik GSOS-a Josip Lucić, američki veleposlanik Lawrence G. Rossin i drugi.

## Projekti

### Američki kutak
Američki kutci projekt su za informiranje o američkoj kulturi i društvu koji Veleposlanstvo organizira u suradnji s knjižnicama u Osijeku, Rijeci, Zadru i Zagrebu. U sklopu projekta u knjižnicama se stvaraju zbirke posvećene američkoj kulturi, kako knjiga tako i CD-a te DVD-a, ali i organiziraju događanja poput seminara, konferencija, izložbi i susreta sa stručnjacima o američkoj kulturi.